# Larry Kehres
Larry Kehres (Diamond, 7 settembre 1949) è un allenatore di football americano statunitense.
Dopo aver giocato per una squadra universitaria statunitense diventa allenatore di squadre di college, ottenendo nel 2011 il ruolo di coordinatore dell'attacco della nazionale statunitense.
Suo nipote è Erik Raeburn, anche lui allenatore di squadre universitarie.

## Palmarès
- 1 Mondiale (2011)